# Schienenverkehr in Bremerhaven
Der Schienenverkehr in Bremerhaven unterliegt einem stetigen Wandel. Der Güterverkehr hängt wesentlich vom Betrieb der Häfen im heutigen Bremerhaven ab – den drei damals selbstständigen Unterweserstädten Bremerhaven, Geestemünde und Lehe. Die Stadt Bremerhaven liegt am Ende einer Haupteisenbahnstrecke, die lange Zeit – auch noch in den ersten Jahren des IC-Netzes, ab 1971 – vom überregionalen Personenfernverkehr bedient wurde. Auch der Interregio hielt hier auf dem Weg nach Cuxhaven bis etwa 2001. Die gegenwärtige Nutzung hängt hauptsächlich mit dem Ausbau des Container-Terminals zusammen.
Zum Schienenverkehr in Bremerhaven gehörte von 1881 bis zu ihrer Einstellung 1982 die Straßenbahn Bremerhaven.

## Geschichte
Der Endpunkt der 1862 eröffneten Bahnstrecke Bremen–Bremerhaven lag zunächst in Geestemünde, das damals noch zum Königreich Hannover und ab 1866 zur Provinz Hannover gehörte. 1896 bzw. 1899 kamen weitere Strecken ins Umland hinzu.
Der Hafen von Bremerhaven (und 1896 auch die Bahnstrecke Bremerhaven–Cuxhaven) wurde zunächst über eine kurz vor dem ersten Bahnhof Geestemünde abzweigende Stichstrecke angebunden. Auf dieser Strecke waren nur Güterverkehr und spezielle Auswandererzüge zur Lloydhalle erlaubt, normaler Personenverkehr nicht. Die (damals kleinere, aber wesentlich wichtigere) Stadt Bremerhaven blieb ohne eigenen Bahnhof mit Personenverkehr.
Bis 1914 entstand die heutige leistungsfähigere Streckenführung für Personenverkehr und Hafenanbindung über den heutigen Hauptbahnhof in Geestemünde (1947 Hbf. Bremerhaven) und dem Bahnhof Lehe. Der alte Bahnhof wurde zum Güterbahnhof abgestuft. In den letzten Jahrzehnten führten Änderungen im Betrieb des Hafens zu Stilllegungen vieler Gleise in älteren Hafenbereichen, während die Eisenbahnanbindung bei Container- und Autoverladung eine immer wichtigere Rolle spielt. Hierhin werden zahlreiche Ganzzüge mit entsprechenden Längen geführt.
| \| von Bremen seit 1862 \| von Bremen seit 1862 \| \| \| \| Wulsdorf-Klbf, Niederweserbahn 1911–1964 \| Wulsdorf-Klbf, Niederweserbahn 1911–1964 \| \| von Hamburg seit 1899 \| von Hamburg seit 1899 \| \| \| \| Seedeichgleis Anf. 1930er Jahre \| Seedeichgleis Anf. 1930er Jahre \| \| \| \| \| \| \| Labradorhafen 1980er Jahre \| \| \| Bahnhof Bremerhaven-Wulsdorf seit 1899 \| Bahnhof Bremerhaven-Wulsdorf seit 1899 \| \| \| \| Anschlüsse F.hafen II Ost \| Anschlüsse F.hafen II Ost \| \| \| \| \| \| \| Zufahrt Fischereihafen ab 1920 \| \| \| Hauptstrecke ab 1914 \| Hauptstrecke ab 1914 \| \| \| \| Verschiebebf Fischereihafen \| Verschiebebf Fischereihafen \| \| \| \| \| \| \| Mbf „Schaufenster Fischereihafen“ \| \| \| \| \| \| \| \| Zufahrt Fischereihafen I 1896– \| \| \| Rangierbf, Betriebswerk \| Rangierbf, Betriebswerk \| \| \| \| Fischversandbf 1896–Anf. 1980er J. \| Fischversandbf 1896–Anf. 1980er J. \| \| \| \| \| \| \| Petroleumhafen, später Seebeck-Werft \| \| \| Hbf seit 1914 │ (1896–1914 f. Züge n. Norden:) \| Hbf seit 1914 │ (1896–1914 f. Züge n. Norden:) \| \| \| \| Bf. Geestemünde bis 1914, später Güterbf. \| Bf. Geestemünde bis 1914, später Güterbf. \| \| Anschluss Wiesenstraße \| Anschluss Wiesenstraße \| \| \| \| Tecklenborg-Werft 1899–1928 \| Tecklenborg-Werft 1899–1928 \| \| nach Lehe 1896–1914 \| \| \| \| \| \| \| \| Geeste \| Geeste \| \| \| \| Geeste (Achgelisbrücke) \| Geeste (Achgelisbrücke) \| \| Unterweser-Werft etc. \| Unterweser-Werft etc. \| \| \| \| Rickmers-Werft ?–1989 \| Rickmers-Werft ?–1989 \| \| Güterbahnhof Bremerhaven-Lehe \| Güterbahnhof Bremerhaven-Lehe \| \| \| \| Alter Hafen Ost │ Alter Hafen West \| Alter Hafen Ost │ Alter Hafen West \| \| Stindt │ Güterbf Bremerhaven 1862–1980er J. \| Stindt │ Güterbf Bremerhaven 1862–1980er J. \| \| \| \| alte Lloydhalle, Neuer Hafen West \| alte Lloydhalle, Neuer Hafen West \| \| Bremerhaven-Lehe \| Bremerhaven-Lehe \| \| \| \| Hafenzufahrt 1862–1921 \| Hafenzufahrt 1862–1921 \| \| Abstellbahnhof Lehe │ Zollinlandbf 1892–1923 \| Abstellbahnhof Lehe │ Zollinlandbf 1892–1923 \| \| \| \| Kaiserhafen I Ost │ Kaiserhafen I West \| Kaiserhafen I Ost │ Kaiserhafen I West \| \| \| \| \| \| \| Columbusbf, neue Lloydhalle 1897– \| \| \| \| \| \| \| \| 1896 bis Kaiserhafenausbau ca. 1912 \| \| \| Kaiserhafen II Ost \| Kaiserhafen II Ost \| \| \| \| Lloydwerft, ehem. Bananenkaje │ Verbindungshafen-West \| Lloydwerft, ehem. Bananenkaje │ Verbindungshafen-West \| \| Güterbf Brhv-Seehafen \| \| \| \| \| \| \| \| \| \| \| \| \| Drehbrücke \| \| \| Bezirksbf Brhv-Kaiserhafen \| \| \| \| \| \| \| \| Bezirksbf Brhv-Nordhafen \| Bezirksbf Brhv-Nordhafen \| \| \| \| Container-Terminal Süd \| Container-Terminal Süd \| \| Erzverladung 1964–1993 \| Erzverladung 1964–1993 \| \| \| \| Gruppe Insumer Deich │ Container-Terminal Nord \| Gruppe Insumer Deich │ Container-Terminal Nord \| \| Bremerhaven-Speckenbüttel \| \| \| \| \| \| \| \| Rangierbf Speckenbüttel, früher Vbf \| Rangierbf Speckenbüttel, früher Vbf \| \| \| \| Gruppe Weddewarder Tief \| Gruppe Weddewarder Tief \| \| nach Bad Bederkesa seit 1896 \| nach Bad Bederkesa seit 1896 \| \| \| \| nach Cuxhaven seit 1896 \| nach Cuxhaven seit 1896 \| |                                                |  |  |  |                                                       |                                                       |
| von Bremen seit 1862 | von Bremen seit 1862                           |  |  |  | Wulsdorf-Klbf, Niederweserbahn 1911–1964              | Wulsdorf-Klbf, Niederweserbahn 1911–1964              |
| von Hamburg seit 1899 | von Hamburg seit 1899                          |  |  |  | Seedeichgleis Anf. 1930er Jahre                       | Seedeichgleis Anf. 1930er Jahre                       |
| |                                                |  |  |  | Labradorhafen 1980er Jahre                            |                                                       |
| Bahnhof Bremerhaven-Wulsdorf seit 1899 | Bahnhof Bremerhaven-Wulsdorf seit 1899         |  |  |  | Anschlüsse F.hafen II Ost                             | Anschlüsse F.hafen II Ost                             |
| |                                                |  |  |  | Zufahrt Fischereihafen ab 1920                        |                                                       |
| Hauptstrecke ab 1914 | Hauptstrecke ab 1914                           |  |  |  | Verschiebebf Fischereihafen                           | Verschiebebf Fischereihafen                           |
| |                                                |  |  |  | Mbf „Schaufenster Fischereihafen“                     |                                                       |
| |                                                |  |  |  | Zufahrt Fischereihafen I 1896–                        |                                                       |
| Rangierbf, Betriebswerk | Rangierbf, Betriebswerk                        |  |  |  | Fischversandbf 1896–Anf. 1980er J.                    | Fischversandbf 1896–Anf. 1980er J.                    |
| |                                                |  |  |  | Petroleumhafen, später Seebeck-Werft                  |                                                       |
| Hbf seit 1914 │ (1896–1914 f. Züge n. Norden:) | Hbf seit 1914 │ (1896–1914 f. Züge n. Norden:) |  |  |  | Bf. Geestemünde bis 1914, später Güterbf.             | Bf. Geestemünde bis 1914, später Güterbf.             |
| Anschluss Wiesenstraße | Anschluss Wiesenstraße                         |  |  |  | Tecklenborg-Werft 1899–1928                           | Tecklenborg-Werft 1899–1928                           |
| nach Lehe 1896–1914 |                                                |  |  |  |                                                       |                                                       |
| Geeste | Geeste                                         |  |  |  | Geeste (Achgelisbrücke)                               | Geeste (Achgelisbrücke)                               |
| Unterweser-Werft etc. | Unterweser-Werft etc.                          |  |  |  | Rickmers-Werft ?–1989                                 | Rickmers-Werft ?–1989                                 |
| Güterbahnhof Bremerhaven-Lehe | Güterbahnhof Bremerhaven-Lehe                  |  |  |  | Alter Hafen Ost │ Alter Hafen West                    | Alter Hafen Ost │ Alter Hafen West                    |
| Stindt │ Güterbf Bremerhaven 1862–1980er J. | Stindt │ Güterbf Bremerhaven 1862–1980er J.    |  |  |  | alte Lloydhalle, Neuer Hafen West                     | alte Lloydhalle, Neuer Hafen West                     |
| Bremerhaven-Lehe | Bremerhaven-Lehe                               |  |  |  | Hafenzufahrt 1862–1921                                | Hafenzufahrt 1862–1921                                |
| Abstellbahnhof Lehe │ Zollinlandbf 1892–1923 | Abstellbahnhof Lehe │ Zollinlandbf 1892–1923   |  |  |  | Kaiserhafen I Ost │ Kaiserhafen I West                | Kaiserhafen I Ost │ Kaiserhafen I West                |
| |                                                |  |  |  | Columbusbf, neue Lloydhalle 1897–                     |                                                       |
| |                                                |  |  |  | 1896 bis Kaiserhafenausbau ca. 1912                   |                                                       |
| Kaiserhafen II Ost | Kaiserhafen II Ost                             |  |  |  | Lloydwerft, ehem. Bananenkaje │ Verbindungshafen-West | Lloydwerft, ehem. Bananenkaje │ Verbindungshafen-West |
| Güterbf Brhv-Seehafen |                                                |  |  |  |                                                       |                                                       |
| |                                                |  |  |  | Drehbrücke                                            |                                                       |
| Bezirksbf Brhv-Kaiserhafen |                                                |  |  |  |                                                       |                                                       |
| Bezirksbf Brhv-Nordhafen | Bezirksbf Brhv-Nordhafen                       |  |  |  | Container-Terminal Süd                                | Container-Terminal Süd                                |
| Erzverladung 1964–1993 | Erzverladung 1964–1993                         |  |  |  | Gruppe Insumer Deich │ Container-Terminal Nord        | Gruppe Insumer Deich │ Container-Terminal Nord        |
| Bremerhaven-Speckenbüttel |                                                |  |  |  |                                                       |                                                       |
| Rangierbf Speckenbüttel, früher Vbf | Rangierbf Speckenbüttel, früher Vbf            |  |  |  | Gruppe Weddewarder Tief                               | Gruppe Weddewarder Tief                               |
| nach Bad Bederkesa seit 1896 | nach Bad Bederkesa seit 1896                   |  |  |  | nach Cuxhaven seit 1896                               | nach Cuxhaven seit 1896                               |

Entlang der heutigen Hauptstrecke gab es neben den Güterbahnhöfen nur wenige Anschlüsse. Die meisten Bahnanlagen konzentrieren sich auf die beiden Hafengebiete:

## Häfen südlich der Geeste

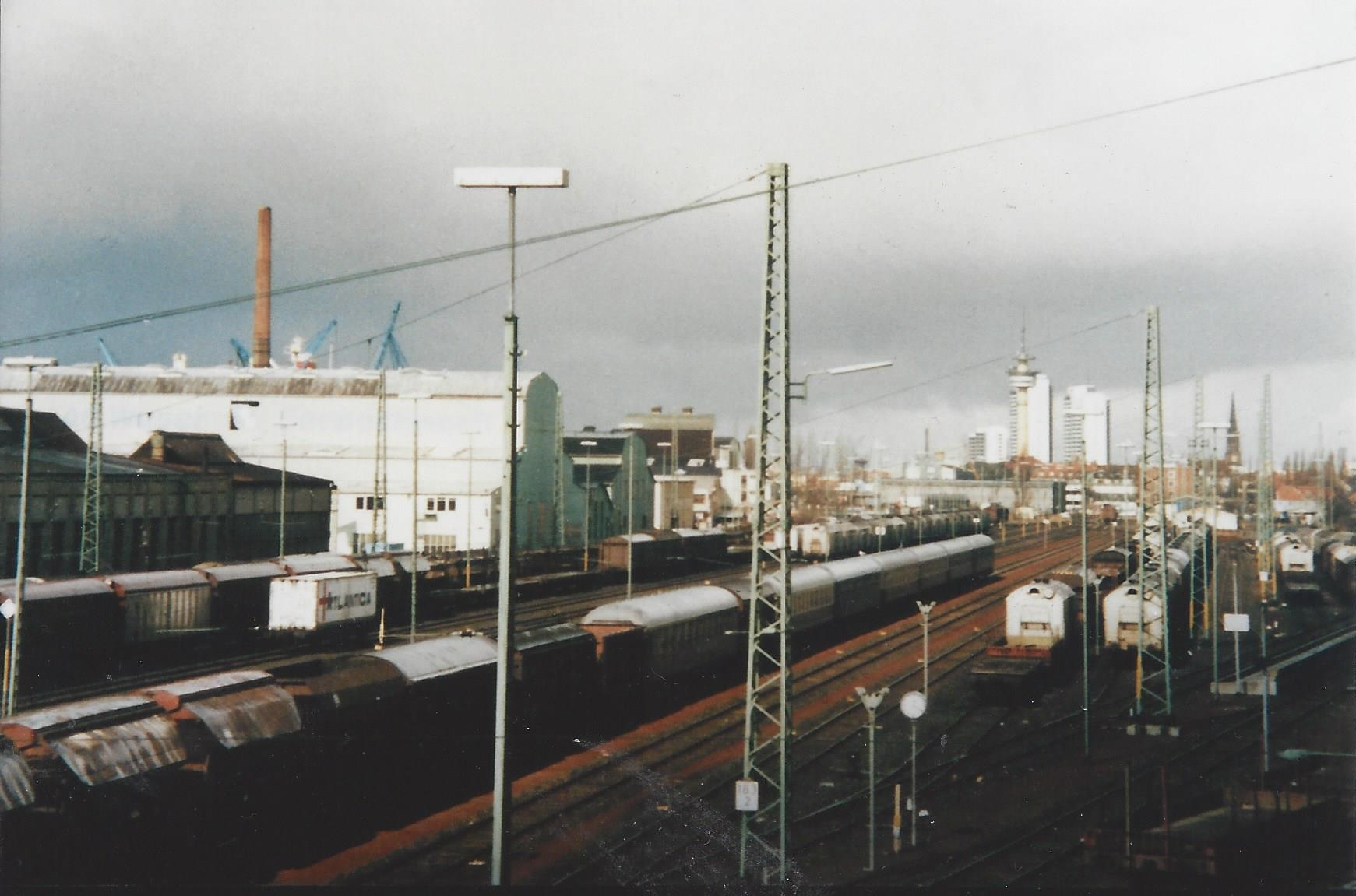
Geestemünde Güterbahnhof

Die Geestebahn endete für den Personenverkehr zunächst im Bahnhof Geestemünde. Eine Stichbahn schloss den Hafen der damaligen Stadt Bremerhaven ausschließlich für den Güterverkehr und Auswandererverkehr an. Von dieser Stichbahn zweigten auf Geestemünder Seite auch einzelne Anschlüsse ab zum Holzhafen, zum Gaswerk und zur Tecklenborg-Werft.
Der erste Geestemünder Personen- (bis 1914) und Güterbahnhof lag direkt am Handelshafen, parallel zu diesem auf dessen Ostseite. Weitere Hafengleise erübrigten sich somit zunächst weitestgehend. 1865 wurden dessen Westseite und der Petroleumschuppen angeschlossen. Später entstand dort die Seebeck-Werft.
Beim Bau des Fischereihafens (I) von 1891 bis 1896 wurden auch Gleise zu den Kajen und der erste Fischversandbahnhof gebaut. Für den weiteren Ausbau des Fischereihafens (II) 1921–1925 wurde bis 1920 eine neue Zufahrt samt neuem Verschiebebahnhof, Fischversandbahnhof und Erweiterungen am Bahnhof Bremerhaven-Wulsdorf für die Zugtrennung gebaut. Das Seedeichgleis erschloss seit Anfang der 1930er Jahre die Westseite des Fischereihafens II.
Mit dem Niedergang der deutschen Fischfangindustrie begann 1976 die abschnittsweise Demontage der Bahnanlagen im Fischereihafen. Ebenso sorgte der Niedergang des Schienenstückgutverkehrs und der Werftindustrie für weitere Demontagen. Nur noch wenige Gleisanschlüsse, u. a. der erst in den 1980er Jahren gebaute und angeschlossene Labradorhafen, sind noch vorhanden.
Anfang der 2000er Jahre baute die Museumsbahn Bad Bederkesa auf den ungenutzten Anlagen des Verschiebebahnhofs einen Bahnsteig nahe dem „Schaufenster Fischereihafen“ als Endpunkt ihrer Züge; allerdings wurde das Gleis nach Wulsdorf 2017 stillgelegt.

## Häfen nördlich der Geeste

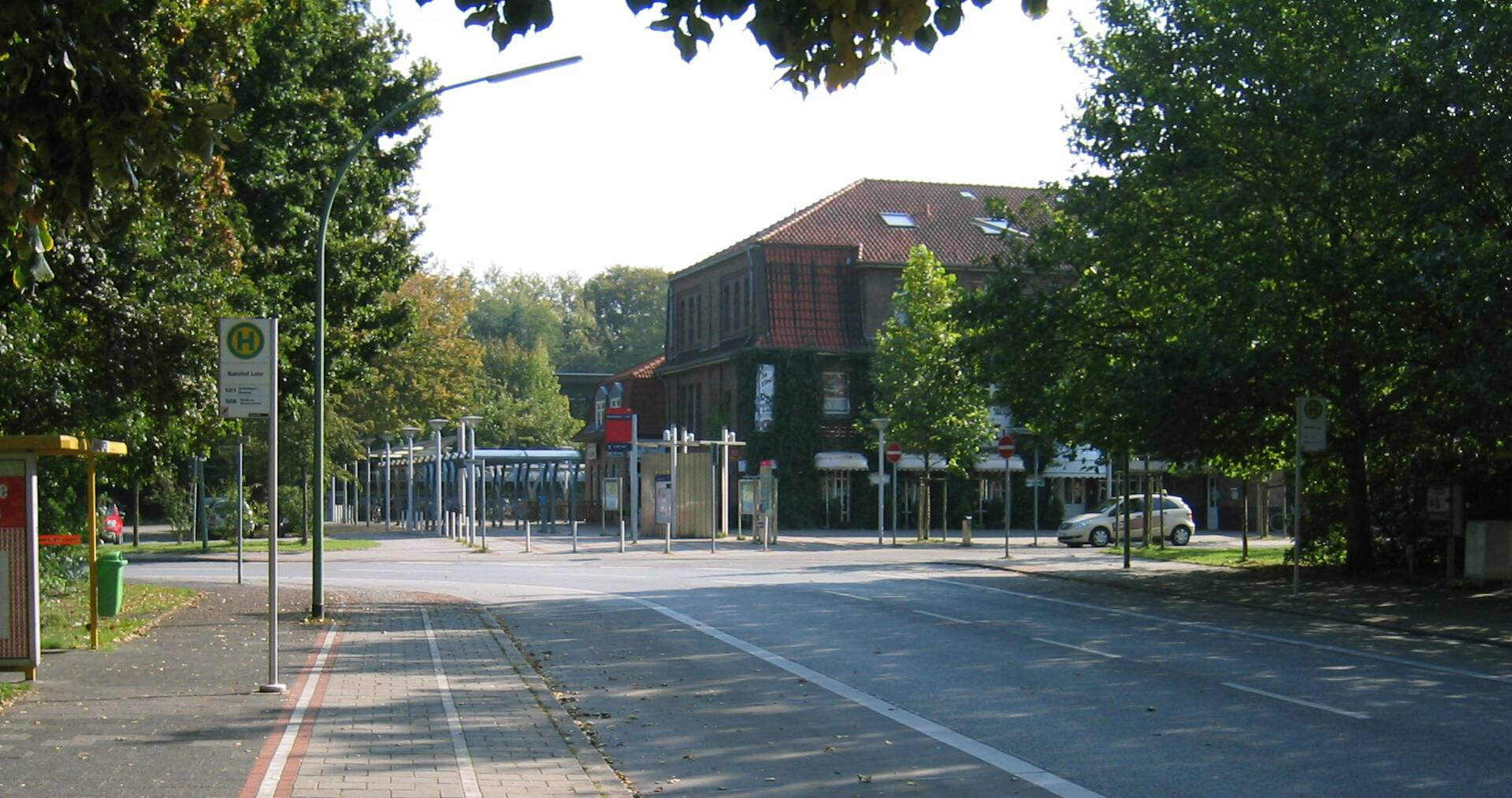
Bahnhof Lehe, Bushaltestelle

Die Geestebahn endete für den Personenverkehr zunächst in Geestemünde. Eine Stichbahn schloss den Hafen der damaligen Stadt Bremerhaven ausschließlich für den Güterverkehr und Auswandererverkehr an. Nachdem 1896 die Bahnstrecke Bremerhaven–Cuxhaven zunächst über diese Stichstrecke angebunden wurde, erhielt auch diese zwei Bahnsteige östlich des alten Geestemünder Bahnhofsgebäudes.
Auf Leher und Bremerhavener Seite zweigte später das Anschlussgleis der Rickmers-Werft ab, das einen Teil der Stichstrecke auch über 1921 hinaus am Leben erhielt. Im weiten Bogen führte die Bahn zum Alten- und Neuen Hafen Bremerhavens. Der Verlauf der Strecke ist noch heute am Verlauf der Bogenstraße zu erkennen. An der Ostseite des Neuen Hafens entstand der Güterbahnhof Bremerhaven. Von dort führten Gleise zur Ost- und Westseite des Alten Hafens und – rückwärts – zur Westseite des Neuen Hafens, wo die alte Lloydhalle 1869 entstand, über die der Auswandererverkehr abgewickelt wurde. Als Alter und Neuer Hafen verbunden wurden, ersetzen Drehbrücken die feste Landverbindung.
Beim Bau des Kaiserhafens (I) wurden die bestehenden Gleisanlagen vom Güterbahnhof aus zunächst rückwärts verlängert. 1896 wurde der „Zollinlandbahnhof“ als Güter- und Rangierbahnhof eröffnet. Per Gleisdreieck wurde die alte Stichstrecke angebunden. Zudem wurden die Gleisanlagen des Kaiserhafens I durch einen weiten Bogen direkter angeschlossen. Zwei weitere Bögen banden neue Hafenanlagen weiter nördlich an, unter anderem die neue Lloydhalle, die 1897 am Vorhafen der Großen Kaiserschleuse eröffnet wurde.
Diese Bögen wurden ca. 1912 beim weiteren Ausbau der Kaiserhäfen durch neue Zufahrten aus Richtung Bremerhaven-Speckenbüttel ersetzt. Dort, an der 1896 gebauten Bahnstrecke Bremerhaven–Cuxhaven, sollte ein Rangierbahnhof entstehen (der jedoch erst in den 1980er Jahren für den Containerverkehr richtig realisiert wurde).
Realisiert wurde der Bahnhof Kaiserhafen, der nun den Verkehr in die Häfen verteilte. Auf dem Weg zur neuen Lloydhalle und ab 1927 zum Columbusbahnhof musste beim weiteren Hafenausbau der Verbindungshafen gequert werden. Es entstand bis 1930 die größte drehbare Eisenbahnbrücke Deutschlands mit einer Länge von 111,90 Metern sowie zwei Gleisen und zwei Kfz-Fahrstreifen.
1921 bzw. 1923 wurden die alte Stichstrecke bzw. der Zollinlandbahnhof geschlossen und abgebaut.
Weitere Ausbauten der Bahnanlagen erfolgten im Zusammenhang mit dem Erzumschlag (1964–1993) und dem Auto- und Containerumschlag.
Weiter entstanden der Bahnhof Nordhafen und die Gleise des Container-Terminals (1971). Gleichzeitig wurden viele ältere Bahnanlagen in den südlichen Bereichen der Überseehäfen überflüssig und stillgelegt.

### Aktueller Ausbau
2015 wurde der Hafenbahnhof Kaiserhafen elektrifiziert und Gleise des Bahnhofes verlängert, bis 2017 wurde der Hafenbahnhof Imsumer Deich auf 16 Gleise erweitert.
Ein Teil der Bahnanlagen im Überseehafen gehört der Stadt Bremen mit Betriebsführung durch die DB Cargo Deutschland.
Die Bahnanlagen im Container-Terminal gehören Rail Terminals Bremerhaven (RTB), einem seit 2010 bestehenden Unternehmen, das je zur Hälfte Eurogate und dem Maersk-Tochterunternehmen APM Terminals gehört. Das Umschlagvolumen beträgt über 500.000 TEU, in der Woche werden mehr als 130 Ganzzüge eingehend und ausgehend abgefertigt.
Die Gleisanlagen der Deutschen Bahn für Ganzzüge mit Containern wurden mit dem Bahnhof Speckenbüttel neu geordnet. Die Ganzzüge mit Exportfahrzeugen werden im ehemaligen Rangierbahnhof Bremen-Gröpelingen vor Weiterfahrt zur Schiffsbeladung nach Bremerhaven abgestellt.
Am 1. April 2021 riss der Obergurt der Drehbrücke über den Verbindungskanal, die daraufhin abgebrochen werden musste. Ein Ersatzbauwerk ist in Planung, bis dahin ist die Columbusinsel auf dem Schienenweg nicht erreichbar. Die geschätzten Kosten werden mit Stand März 2022 mit über 20 Millionen Euro angegeben.

## Bahnstrecken
- Bahnstrecke Bremerhaven–Bederkesa
- Bahnstrecke Bremen–Bremerhaven
- Bahnstrecke Bremerhaven–Buxtehude
- Bahnstrecke Bremerhaven–Cuxhaven
- Niederweserbahn